# Ritratto di Minerva Anguissola
Ritratto di Minerva Anguissola è un dipinto a olio su tela di Sofonisba Anguissola, databile al 1564 circa e conservato nella Pinacoteca di Brera a Milano.

## Descrizione
Il dipinto raffigurerebbe la sorella dell'autrice dell'opera, suor Minerva Anguissola, al secolo Elena Anguissola. Secondo alcuni esperti sarebbe in realtà un autoritratto, dipinto dall'artista cremonese in un periodo di nostalgia, durante il suo lungo soggiorno in Spagna.
La figura della donna ci appare chiusa in se stessa. Un certo nervosismo attraversa le sue labbra e i cordini della sua camicia bianca scendono un po' spiegazzati dal collo: non sono eleganti, ma quasi sciatti. Un cordino con un piccolo nodo centrale è posto sulla sua gola. L'abito è severo, senza la luce di un ornamento.

### Suor Minerva e Minerva in casa Anguissola
Elena Anguissola (1536-post 1585) era la seconda figlia di Amilcare e di Bianca Ponzoni. Il padre apparteneva alla nobiltà genovese e si era trasferito in Lombardia. È stata pittrice, si ritirò molto giovane dal mondo e visse in convento, a Mantova, con il nome di suor Minerva. Di Elena, infatti: «sappiamo che si ritirò nel monastero domenicano di San Vincenzo a Mantova con il nome di suor Minerva (citato già nel 1557 nella lettera del padre alla duchessa di Mantova e nel testamento del fratello del 1575), e nel 1585 era ancora viva.»
Non deve essere confusa con Minerva Anguissola che era la quarta figlia di Amilcare e di Bianca Ponzoni. Questa quarta figlia Minerva non era pittrice ma, eccellente nel latino e nelle lettere italiane, divenne insegnante ed educatrice.
«Minerva, dunque potrebbe essere nata tra il 1543-1546, così che sarebbe identificabile con la ragazzina tra i nove e i dieci anni a destra nella Partita a scacchi, e nel Ritratto di famiglia Anguissola ne avrebbe perciò tra i dodici e i sedici. [...] L'Arisi in Cremona litterata..., del 1706 (p. 300), fissa la data di morte al 1564. Anche se non fu pittrice, ma "eccellentissima in lettere latine e volgari", come ricordano Antonio Campi e gli altri biografi, Minerva va ricordata in quanto è stata identificata quale soggetto preferito dalle sorelle in alcuni ritratti familiari.»